# Herman Pijfers
Herman Pijfers (Rotterdam, 8 mei 1923 – Houten, 30 december 2012) was een Nederlands schrijver en uitgever. Begonnen als journalist, ging Pijfers eind jaren vijftig het uitgeversvak in en richtte in 1963 uitgeverij Ambo op, waarvan hij tot 1985 directeur was. Ook schreef hij boeken, onder meer over zijn katholieke jeugd en de succesvolle reeks jongensboeken over de HBS-scholier Bas Banning.

## Biografie
In de oorlog werkte Pijfers bij wijze van onderduik gedurende een jaar in een boekhandel. Na de oorlog zou hij Nederlands gaan studeren in Leiden, waar hij een college volgde.

### Journalist
Pijfers was tien jaar adjunct-directeur van het tijdschrift de Katholieke Illustratie geweest, toen er in 1958-59 een conflict ontstond over de godsdienstige richting van dat blad. Pijfers daarover in 1970: 'Ik was van mening dat het lezerspubliek van de K.I. aan het vergrijzen was. Men had geen lezers onder de jonge mensen. Het was te veel een gezelligheidsblad. Je zag in die tijd al de symptomen van de veranderingen in de katholieke wereld. Maar de K.I. bleef knus en behoudend. (...) Ik heb toen gepleit voor het brengen van levende thema's die het uitzicht zouden verruimen.'

Pijfers schreef het stuk "Goede Vrijdag" dat in 1949 te Rotterdam werd opgevoerd onder leiding van Jan Sengers. 'Pijfers,' aldus dagblad De Tijd hierover, 'heeft de mengeling van spel en werkelijkheid op vaak verrassende wijze weergegeven, wel niet steeds origineel, want het procedé is bekend, maar toch weet hij vaak met overtuiging een klemmende en navrante sfeer op te roepen. Daarbij heeft hij bij de behandeling van de Christusfiguur grote soberheid betracht. Wel was de dialoog veelal te overdadig, waardoor de voortgang van het spel geremd werd.'

### Uitgever
Pijfers stapte van de Katholieke Illustratie over naar uitgeverij 'De Fontein' te Utrecht, waar hij redacteur werd. Hier verzorgde hij de Ambo-reeks. In 1963 werd hij met Ambo zelfstandig uitgever. '"De Fontein"', aldus Pijfers over de verzelfstandiging, 'bracht romans, ontspanningslectuur. Om te voorkomen dat "Ambo" zou worden beschouwd als een voortzetting van die richting werd een aparte NV in het leven geroepen.' Pijfers was met Ambo 'in eerste instantie (...) voor het informatieve boek. (...) Voor mensen die voor het christendom in de meest ruime zin zijn geïnteresseerd.' Gevraagd of uitgeverij Ambo N.V. nog wel een 'katholieke signatuur' had, antwoordde Pijfers: 'Ik ben de enige directeur. Ik ben katholiek. Dat bepaalt mijn belangstelling. Maar ik ken net zo min een katholieke uitgeverij als ik een katholieke tram ken.'

Over de verhouding tussen zijn uitgaven en zijn eigen smaak: 'Ik geef vijfentwintig titels per jaar uit. (...) Nee, ik sta niet achter iedere bladzijde die ik uitgeef. Dat kan ook niet, maar je moet een auteur in zijn waarde laten.'

Ter gelegenheid van het tienjarig bestaan van uitgeverij Ambo in 1973 zette Pijfers zijn basisfilosofie nog eens uiteen: 'Wij moeten de informatie verstrekken, waarvan wij vermoeden dat de mensen die nodig hebben. Ik denk soms - en dat is mijn troost - dat wij hier en daar in het denken van de mensen een stroomversnelling hebben veroorzaakt. Daarbij zijn we minder afgegaan op wat mensen echt vragen dan op wat er aan denkwerk duidelijk wordt bij auteurs. Zo is onze werkwijze en ik geloof er in.'

Kleine uitgevers hebben een veel nauwer contact met de auteurs dan grote. 'Uit Amerika', weet Pijfers, 'stamt de kreet dat kleine uitgever zijn vadertje en moedertje spelen is. Je kunt dat aanvullen door te stellen dat een groot concern dan een weeshuis is.'

## Publicaties
- Alles heeft zijn tijd: herinneringen van een uitgever. Tielt: Lannoo, 1990
- Aan het eind van de dag: een bloemlezing uit dagboeken / samengest. door Herman Pijfers. Tielt: Lannoo, 1991
- Kinderen van hun tijd: verhalen uit een katholiek verleden / samengest. door Herman Pijfers. Baarn: Arbor, 1993
- Nooit alleen naar bed: de genoegens van het lezen / verz. door Herman Pijfers.  Baarn.: Anthos, 1993
- Welkom aan de goede kant van het leven: over de gouden tijden, het nieuwe begin, de tweede vijftig jaren, kleinkinderen en vele andere genoegens van het ouder worden / samengest. door Herman Pijfers  Baarn: De Fontein, cop. 1993
- Memoriale: katholiek leven in Nederland in de twintigste eeuw / samengest. door Herman Pijfers & Jan Roes.  Zwolle: Waanders, 1996
- Naast de kerk: een katholiek verleden is nooit weg / Herman Pijfers. Nijmegen: Valkhof Pers, 1998
- Met goed fatsoen: omzien naar de jaren dertig / Herman Pijfers.  Baarn: De Prom, 2000
- De klare waarheid en andere herinneringen aan het katholiek verleden, uitg. onder red. van Herman Pijfers  Nijmegen: Valkhof Pers, 2001
- Het katholieken boek / samengest. door Herman Pijfers.  Zwolle: Waanders, 2006

Pijfers schreef onder het pseudoniem Frans Anders:
- Bobbejaan klim die berg (Heemstede: De Toorts, 1948)(avonturenverhaal)
- Ten naaste bij (1952)
- In Zijn Naam (1953)
- 't Wissel is om (1953)
- De dijken breken (1954) (over de watersnood van 1953)

## Bas Banning
Herman Pijfers was, onder het pseudoniem A. van Aardenburg, ook verantwoordelijk voor de Bas Banning-reeks: ‘spannende avonturen van een doodgewone jongen’ die in de jaren ’50 bij uitgeverij de Fontein verschenen zijn: 
1. Bas Banning en de autosmokkelaars, 1956
2. Bas Banning en de Tour de France, 1957
3. Bas Banning en de zwarte ruiter, 1957
4. Bas Banning en de vliegende cowboys, 1957
5. Bas Banning en de geheimzinnige kabelbaan
6. Bas Banning en het Spaanse galjoen, 1957
7. Bas Banning en de DAF-600
8. Bas Banning en de geheime raket, 1958
9. Bas Banning en de Rode hand, 1959
10. Bas Banning en de zweefmannen, 1960
11. Bas Banning en de schatgravers, 1960
12. Bas Banning en de verdwenen Rembrandt, 1961

## Door anderen geschreven delen
1. Bas Banning en de malle Maharadja
2. Bas Banning en de meesterspion
3. Kogels bij de thee ("Aarden", Zwarte Beertjes)
4. Paniek in het circus ("Aarden", Zwarte Beertjes)
5. Smokkel in de polder ("Aarden", Zwarte Beertjes)